# Karin Oehler
Karin Oehler (* 13. September 1950 in Ruhla; † 20. März 2020 in Stuttgart) war eine deutsche Chanson- und Jazzsängerin.

## Leben
Karin Oehler wuchs mit ihrer Zwillingsschwester Liane in Thüringen auf, besuchte mit ihr gemeinsam die Schulen in Ruhla bis zum Abitur. Sie bekam eine Musikausbildung ab ihrem vierten Lebensjahr durch die Eltern. Ab ihrem zehnten Lebensjahr besuchte sie die Musikschule Eisenach, beginnend mit Musiktheorie und Gehörbildung bei den Komponisten Ulrich Müller und Emil Gutsch. Später folgten Instrumentalunterricht und Gesang. Ebenso war sie Mitglied eines Tanzensembles, Solistin des Schulchores und Sängerin der Band Crescendo.
Nach dem Abitur studierte sie ab September 1969 Gesang an der Hochschule für Musik Franz Liszt Weimar bei Marianne Fischer-Kupfer. Ab dem fünften Semester studierte sie beim Jazzpianisten Manfred Schmitz zusätzlich Jazz und Chanson und absolvierte parallel den kompletten E- und den U-Gesangs-Studiengang. Während des Studiums nahm sie erfolgreich an mehreren Wettbewerben teil, spielte am neuen theater Halle in einer Musicalinszenierung und übersiedelte nach dem Studienende im Juni 1976 in die Bundesrepublik Deutschland. Seitdem gibt sie als freie Sängerin Konzerte mit Liedern in französischer, englischer und deutscher Sprache. Im November 1978 gewann sie mit Dieter Huthmacher, ihrem nachmaligen Mann, den Bundeswettbewerb Gesang des VDMK in Berlin und 1994 den Kleinkunstpreis Wolfsburger Wolf. Sie veröffentlichten zusammen zwölf Schallplatten und betrieben seit 1975 auch die Doppelfant-Presse, die Pressendrucke mit Originalgraphik druckt und verlegt.
Ihr bevorzugtes Repertoire waren Chansons französischer Komponisten, insbesondere von Michel Legrand. Seit dem Jahr 2000 arbeitete sie als Gesangscoach für Jazz- und Popgesang. Außerdem gab sie auch Konzerte, bei denen sie von einem Kontrabassisten (von Axel Kühn) begleitet wurde.
Karin Oehler starb im März 2020 im Alter von 69 Jahren.

## Diskografische Hinweise
- 1976: Immer in Eile – Chansons (mit Dieter Huthmacher)
- 1978: Lieder
- 1980: Wunschbilder (mit Prof. Paul Angerer)
- 1981: zerbrechlich
- 1983: Sympathie
- 1985: bloßgelegt
- 1986: beHUTHsam
- 1988: mittendrin
- 1990: Vorsätze
- 1992: Feuer & Wasser
- 1994: Matteo und der Zauberwald (mit KMD Prof. Rolf Schweizer)
- 1996: Männer wissen alles
- 2000: Kramen in Fächern
- 2005: Schokoladenlieder extraherb

## Publikationen
- Dieter Huthmacher und Karin Oehler-Huthmacher: Die Huthmachers und ihre Lieder. Textbuch mit Noten. Bad Teinach: Doppelfant-Presse, ca. 1991.